# Seznam největších vodních elektráren

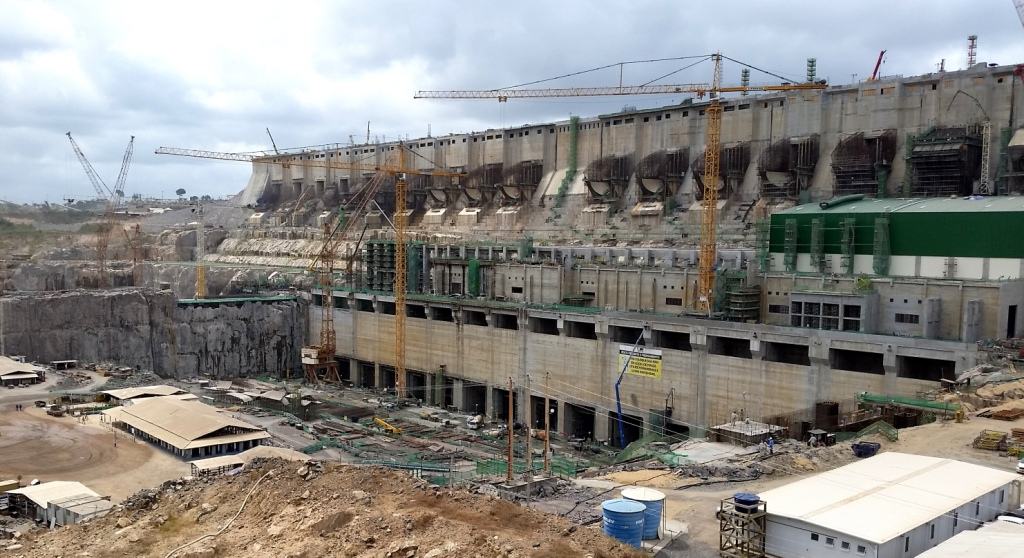
Objemem výkopových prací je komplex Belo Monte na řece Xingú v Brazílii srovnatelný s Panamským průplavem (foto 2015)

Vodní elektrárny jsou ze všech druhů zdrojů elektrické energie těmi největšími. Pro srovnání největší jaderná elektrárna, japonská Kašiwaki-Kariwa (7,965 MW, od roku 2011 pozastavena), je v seznamu zdrojů podle výkonu až na 10. místě a její výkon je přibližně třetinový oproti největší vodní elektrárně Tři soutěsky v Číně. V historii výstavby elektráren byly vodní zdroje vždy na prvním místě a patří mezi největší stavby vůbec.

## Pořadí vodních elektráren podle stanoveného výkonu
Pořadí největších vodních elektráren s instalovaným výkonem přes 3 000 MW provozovaných k roku 2023:
|    | Název elektrárny  | Země                 | Řeka          | Uvedení do provozu | Instalovaný výkon (MW) |
| -- | ----------------- | -------------------- | ------------- | ------------------ | ---------------------- |
| 1  | Tři soutěsky      | Čína                 | Jang-c’-ťiang | 2008/2012          | 22 500                 |
| 2  | Baihetan          | Čína                 | Ťin-ša-ťiang  | 2022               | 16 000                 |
| 3  | Itaipú            | Brazílie / Paraguay  | Paraná        | 1984/1991, 2003    | 14 000                 |
| 4  | Si-luo-tu         | Čína                 | Jang-c’-ťiang | 2014               | 13 860                 |
| 5  | Belo Monte        | Brazílie             | Xingu         | 2016/2020          | 11 233                 |
| 6  | Guri              | Venezuela            | Caroní        | 1978/1986          | 10 235                 |
| 7  | Wudongde          | Čína                 | Ťin-ša-ťiang  | 2020/2021          | 10 200                 |
| 8  | Tucuruí           | Brazílie             | Tocantins     | 1984, 2007         | 8 370                  |
| 9  | Grand Coulee      | USA                  | Columbia      | 1942/1991          | 6 809                  |
| 10 | Xiangjiaba        | Čína                 | Jang-c’-ťiang | 2014               | 6 448                  |
| 11 | Long-tan          | Čína                 | Hong-šuj      | 2007/2009          | 6 426                  |
| 12 | Sajansko-šušenská | Rusko                | Jenisej       | 1985//2014         | 6 400                  |
| 13 | Krasnojarská      | Rusko                | Jenisej       | 1967/1972          | 6 000                  |
| 14 | Nuozhadu          | Čína                 | Mekong        | 2014               | 5 850                  |
| 15 | Robert-Bourassa   | Kanada               | La Grande     | 1979/1981          | 5 616                  |
| 16 | Churchill Falls   | Kanada               | Churchill     | 1971/1974          | 5 428                  |
| 16 | Tarbela           | Pákistán             | Indus         | 1976/2018          | 4 888                  |
| 18 | Jinping-II        | Čína                 | Ja-lung-ťiang | 2014               | 4 800                  |
| 19 | Bratská           | Rusko                | Angara        | 1961/1966          | 4 515                  |
| 20 | Paulo Afonso      | Brazílie             | São Francisco | 1955/1983          | 4 279                  |
| 21 | Laxiwa            | Čína                 | Chuang-che    | 2010               | 4 200                  |
| 22 | Xiaowan           | Čína                 | Mekong        | 2010               | 4 200                  |
| 23 | Usť-Ilimská       | Rusko                | Angara        | 1980               | 3 840                  |
| 24 | Jirau             | Brazílie             | Madeira       | 2014/2016          | 3 750                  |
| 25 | Jinping-I         | Čína                 | Ja-lung-ťiang | 2014               | 3 600                  |
| 26 | Fengning          | Čína                 | -             | 2019/2021          | 3 600                  |
| 27 | Santo Antonio     | Brazílie             | Madeira       | 2012/2016          | 3 580                  |
| 28 | Ilha Solteira     | Brazílie             | Paraná        | 1973               | 3 444                  |
| 29 | Ertan             | Čína                 | Ja-lung-ťiang | 1999               | 3 300                  |
| 30 | Pubugou           | Čína                 | Ta-tu-che     | 2009/2010          | 3 300                  |
| 31 | Macagua           | Venezuela            | Caroní        | 1961, 1996         | 3 167,5                |
| 32 | Xingó             | Brazílie             | São Francisco | 1994/1997          | 3 162                  |
| 33 | Yacyretá          | Argentina / Paraguay | Paraná        | 1994/1998, 2011    | 3 100                  |
| 34 | Nurek             | Tádžikistán          | Vachš         | 1972/1979, 1988    | 3 015                  |
| 35 | Bath County       | USA                  | -             | 1985, 2005/2009    | 3 003                  |
| 36 | Goupitan          | Čína                 | Wu-ťiang      | 2009/2011          | 3 000                  |
| 37 | Guanyinyan        | Čína                 | Ťin-ša-ťiang  | 2014/2016          | 3 000                  |
| 38 | Lianghekou        | Čína                 | Ja-lung-ťiang | 2021/2022          | 3 000                  |

Pořadí mimo první místa se může rychle měnit, jelikož ve výstavbě je několik elektráren s instalovaným výkonem vyšším než 3 000 MW. Jedná se o díla budovaná zejména v tropických oblastech, např. v Myanmaru či Etiopii.

## Historie prvenství ve stanoveném výkonu
První vodní díla vybudovaná za účelem výroby elektrického proudu lze vyhledávat již na konci 19. století. Jejich budování koresponduje s vývojem vodního stroje v časové ose od Peltonova kola, přes Francisovu turbínu po turbínu Kaplanovu. Prvních výkonů, přesahujících tisíce koňských sil, bylo dosaženo na březích Niagáry a od těchto míst se také začala odvíjet síť elektrického vedení na velké vzdálenosti. V období Studené války se soutěž o přední místo stala prestižním sovětsko-americkým soubojem. Od konce 20. století se soupeření odehrává mezi zeměmi tropického pásma.
Následující tabulka uvádí v přehledu výsledky soupeření od roku 1896:
| Trvání rekordu | Trvání rekordu | Název elektrárny | Instalovaný výkon (MW) | Země                | Řeka         |
| od             | do             | Název elektrárny | Instalovaný výkon (MW) | Země                | Řeka         |
| -------------- | -------------- | ---------------- | ---------------------- | ------------------- | ------------ |
| 1896           | 1906           | Adams 1, 2       | 80                     | USA                 | Niagara      |
| 1906           | 1911           | Toronto          | 95                     | Kanada              | Niagara      |
| 1911           | 1913           | Vemork           | 108                    | Norsko              | Måna         |
| 1913           | 1922           | Keokuk           | 142                    | USA                 | Mississippi  |
| 1922           | 1939           | Sir Adam Beck I  | 480                    | Kanada              | Niagara      |
| 1939           | 1949           | Hooverova        | 705                    | USA                 | Colorado     |
| 1949           | 1960           | Grand Coulee     | 2 280                  | USA                 | Columbia     |
| 1960           | 1963           | Volžská          | 2 563                  | Rusko               | Volha        |
| 1963           | 1971           | Bratská          | 4 500                  | Rusko               | Angara       |
| 1971           | 1983           | Krasnojarská     | 6 000                  | Rusko               | Jenisej      |
| 1983           | 1986           | Grand Coulee     | 6 800                  | USA                 | Columbie     |
| 1986           | 1989           | Guri             | 10 235                 | Venezuela           | Caroní       |
| 1989           | 2007           | Itaipú           | 14 000                 | Brazílie / Paraguay | Paraná       |
| 2007           | trvá           | Tři soutěsky     | 22 500                 | Čína                | Jang c´tiang |

Podrobnější informace jsou uvedeny v následujícím přehledu:
| Adams        | Do vybudování Adamsovy vodní elektrárny na americkém břehu řeky Niagary vyvíjely největší „vodní elektrické silárny“ výkony do 300 koňských sil a sloužily místním zájemcům o stejnosměrný proud. Turbína švýcarského výrobce Piccard poskytovala neuvěřitelných 5 000 koňských sil. V podzemní elektrárně společnosti Niagara Falls Power Company byly zprvu takové turbíny instalovány tři. Jejich celkový počet byl nakonec ustanoven na čísle deset. Podle vzoru první elektrárny byla postavena ještě jedna a tento celek držel světové prvenství celých deset let. Od elektrárny na březích Niagarských vodopádů byl podle plánů slavného srbského vynálezce Nikoly Tesly uskutečněn první dálkový přenos elektrické energie. |
| Toronto      | Jako druhá na prvenství dosáhla Kanada, a to opět na břehu řeky Niagary. Elektrárna byla kopií Adamsovy stanice a voda byla odváděna přímo pod stěnu vodopádů. Vzhledem ke kratšímu odvodnímu kanálu však byl spád vyšší a účinnější bylo i jeho využití. Zatímco turbíny na americkém břehu vypouštěly vodu do prázdného prostoru, modernější verze Francisových turbín na stanici Toronto využívaly již i sacího účinku pod rotorem turbíny. Stanice pracovala až do konce 20. století bez větších provozních problémů a dodávala proud o průmyslové frekvenci 25 Hz. |
| Vemork       | Výkonné elektrárny byly také budovány na vysokých spádech při nižších průtocích. Takové řešení vyžaduje menší materiálové náklady na turbíny, jejichž používání při větších rozměrech bylo v začátcích vývoje. Proto historie prvenství také patří Norsku a Peltonovu kolu. Elektrárna Vemork je známa především pro svůj historický význam z doby druhé světové války, a to přidruženou výrobou těžké vody. |
| Keokuk       | Přehrada na veletoku Mississippi byla při délce 1 408 m ve své době nejdelším funkčním vodním dílem na světě. Prvenství držela i ve zpracování nízkého spádu při velkém průtoku. Takováto hydrologická charakteristika dnes vede k použití Kaplanových turbín, které však v době stavby elektrárny ještě nebyly k dispozici. Vyrobená energie sloužila především k elektrifikaci povrchového metra v Saint Louis ve státě Missouri. Od elektrárny byl poprvé uskutečněn pod napětím 110 kV přenos elektrické energie na vzdálenost větší než 100 km. |
| Adam Beck I  | Teoretický hydrodynamický výkon řeky Niagara na niagarském stupni je zhruba 3 600 MW. To by ovšem změnilo světoznámý přírodní úkaz na šedesátimetrovou suchou stěnu. Proto elektrárny na obou březích řeky využívají jenom část vody, ale i tak se kanadská elektrárna pojmenovaná po Siru Adamu Beckovi dostala na přední místo ve výkonovém žebříčku na celých 17 let. Odlišný osud potkal vodopády Churchill na Labradoru, když téměř veškerá voda byla odkloněna pro potřeby stejnojmenné vodní elektrárny, a Sete Quedas na řece Paraná, svého času nejmohutnější vodopády na světě, které zmizely pod hladinou přehradní nádrže vodního díla Itaipú. |
| Hoover       | Stavba velkolepé klenbové přehrady na řece Colorado udivovala celý technologický svět. Při stavbě bylo použito ve své době neobvyklé množství betonu, a tak se od zkušeností získaných na této stavbě odvíjela i náplň mezinárodní normy na provádění betonových konstrukcí, která byla výrazněji novelizována až koncem 20. století. |
| Grand Coulee | Dosavadní vývoj na špičce vodního výkonu lze charakterizovat jako souboj spádu a průtoku. Americká elektrárna Grand Coulee na řece Columbia v sobě poprvé zahrnula oba faktory najednou. Průtok v řádu tisíců kubických metrů za sekundu je zde zpracováván na spádu přes sto metrů. Využití vodní energie na třetí nejvodnatější řece v USA bylo od počátku sledováno s nadšením obyvatel celé země. Slavnostní uvedení do provozu bylo symbolicky zahájeno kropením vody z konví, které v rukách držely všechny vítězky soutěží Miss jednotlivých severoamerických států. Součástí vodního díla byl i zavlažovací systém, který vyrobenou energii na místě odebíral ještě v kinetické formě. Přesto elektrický výkon představoval v soutěži vodních elektráren trojnásobný skok. Přehrada byla budována v období podceňování technických schopností sovětského Ruska. Málokdo z tehdejších projektantů si dokázal představit, že bude později pracovat na rekonstrukci elektrárny pod politickým tlakem. |
| Volgograd    | Zprovoznění elektrárny na dolním toku největší evropské řeky Volhy uvedlo na výkonnostní vrchol světových elektráren nejen Sovětský svaz, ale i Kaplanovy turbíny. Zároveň začala éra souboje mezi sovětskými elektrárnami a Grand Coulee, která byla nakonec definitivně ukončena až vstupem nového protivníka do soutěže – Jižní Ameriky. |
| Bratsk       | K uvedení Bratské vodní elektrárny do provozu došlo dva roky po letu prvního kosmonauta do vesmíru a představoval oproti americké elektrárně dvojnásobný výkonnostní skok. Větší hydroenergetický potenciál řeky Columbie oproti sibiřským veletokům na jejich horních tocích vyvolal zvýšenou intenzitu prací na rekonstrukci elektrárny Grand Coulee. Jurij Gagarin navštívil nejen fungující Bratskou elektrárnu, ale i staveniště u Krasnojarsku na řece Jenisej. Nevyhlášený prestižní souboj, připomínající „boj o vesmír“, byl odstartován již zcela zřetelně. |
| Krasnojarsk  | Po dostavení kolosu na řece Angara se prvenství na dlouhou dobu přestěhovalo na Sibiř. Osvědčená konstrukce tížní betonové hráze v kombinaci s osvědčenými Francisovými turbínami byla vzorem pro první přehradu na Jeniseji. Dostavení Krasnojarské vodní elektrárny potvrdilo sovětské prvenství na dalších 12 let. |
| Grand Coulee | Zapojení poslední jednotky do elektrorozvodné sítě vrátilo americkou elektrárnu Grand Coulee opět na vrchol. Prvenství však trvalo již pouze tři roky. Rozumně využitelný hydroenergetický potenciál pro stavbu velkých vodních děl již byl vyčerpán jak ve Spojených státech, tak i v Rusku. O dalším umístění již bylo rozhodnuto, šlo jen o to, jestli bude dříve zprovozněna elektrárna ve Venezuele, nebo kolos na hranicích Brazílie s Paraguayí. |
| Gurí         | Vodní elektrárna Simona Bolívara u města Guri na řece Caroní v povodí Orinoka přenesla soutěž o nejvýkonnější vodní elektrárnu na dlouhou dobu do Jižní Ameriky. Charakteristickou vlastností tohoto monumentálního díla je směrování osy přepadové vrstvy. Přepouštějící elektrárnu lze tak na snímcích snadno rozlišit od ostatních i na vzdálených záběrech. |
| Itaupú       | Výkonnostní hodnotu dlouhodobé sovětsko-americké soutěže převyšuje elektrárna Itaipú dvakrát, při srovnatelném spádu je průtok turbínami dvojnásobný. Řeka Paraná patří do první desítky nejvodnatějších řek světa. Silueta zalomené gravitační hráze s dlouhým, relativně plochým přepadem, jí činí nezaměnitelnou. Součástí vodního díla jsou i dříve fascinující vodopády Sete Quedas, které zmizely pod hladinou přehradní nádrže. Tyto vodopády byly jednoznačně nejmohutnějšími vodopády světa a množstvím vody převyšovaly osmkrát vodopády Iguacú. Ty však zůstaly zachovány a nachází se několik desítek kilometrů pod přehradním tělesem. |
| Tři soutěsky | Že souboj elektráren jednou ukončí třetí nejvodnatější řeka na světě Jang-c-tiang, tekoucí v hlubokých soutěskách Číny, bylo od počátku známé všem účastníkům. Šlo jen o to, kdy. To datum je dnes známo a je jím rok 2007. |

Potenciál řeky Jang-c’-ťiang i jiných čínských řek bude Čínu udržovat na předních pozicích ještě mnoho let. Nejvážnějším potenciálním konkurentem zůstává druhá nejvodnatější řeka světa Kongo, která na konci svého toku vytváří kaskádu Livingstonových vodopádů a která při průměrném průtoku 40 000 m³/s představuje při reliéfu toku potenciál v řádech mnoha desítek tisíc megawatů.